# Nāḩiyat Sarāqib
Nāḩiyat Sarāqib (arabiska: ناحية سراقب) är ett subdistrikt i Syrien.   Det ligger i provinsen Idlib, i den centrala delen av landet, 260 km norr om huvudstaden Damaskus.
Trakten runt Nāḩiyat Sarāqib består till största delen av jordbruksmark. Runt Nāḩiyat Sarāqib är det ganska tätbefolkat, med 179 invånare per kvadratkilometer.